# Meurtre d'Elza Niego

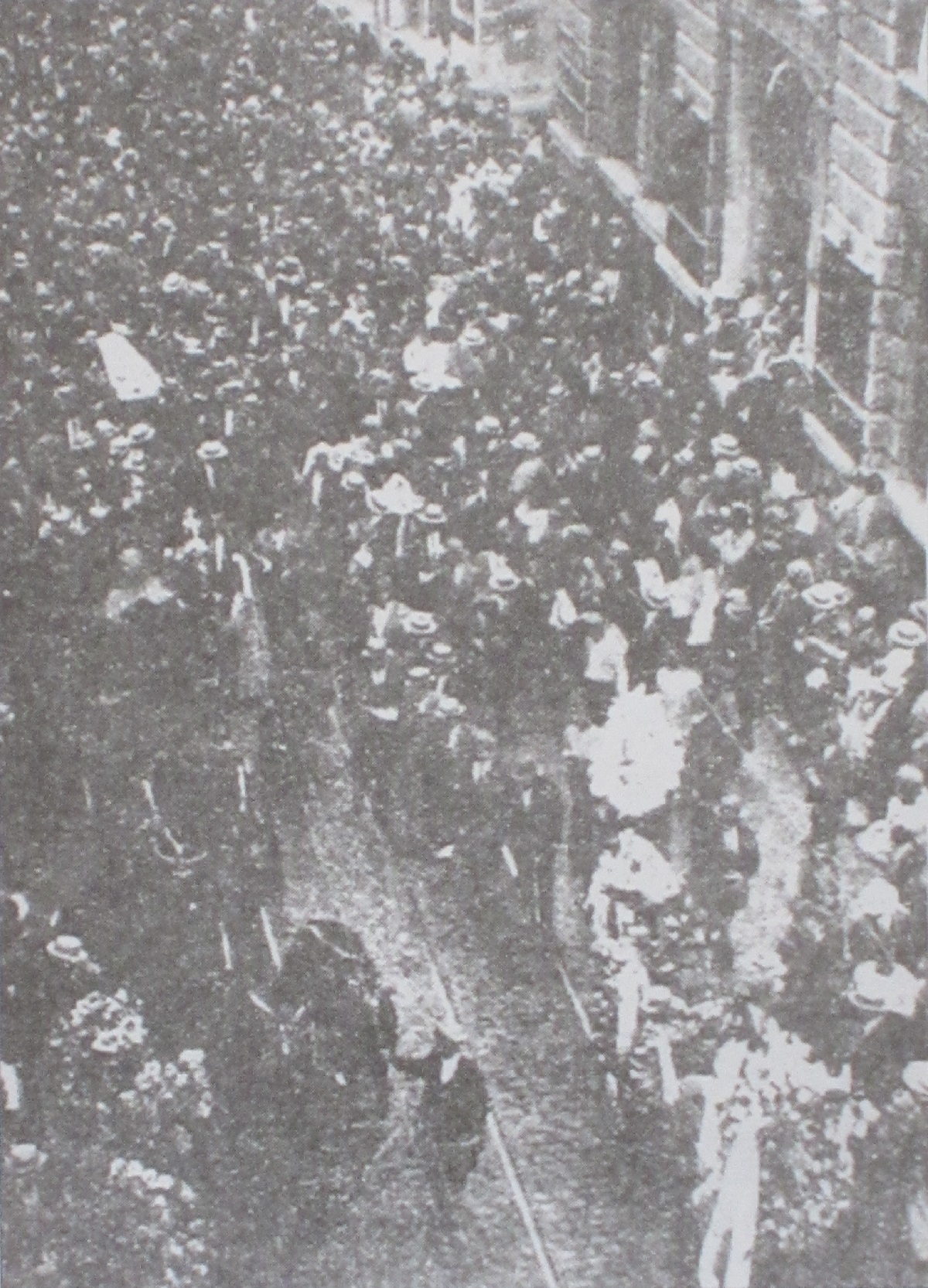
Funérailles d'Elza Niego – Le Journal d'Orient.

En 1927, le meurtre en Turquie d'Elza Niego, une jeune Juive, par un fonctionnaire turc, déclenche une manifestation anti-gouvernementale lors de ses funérailles, que les autorités turques considèreront comme criminelles,,. Les autorités arrêteront neuf manifestants juifs.

## Le meurtre

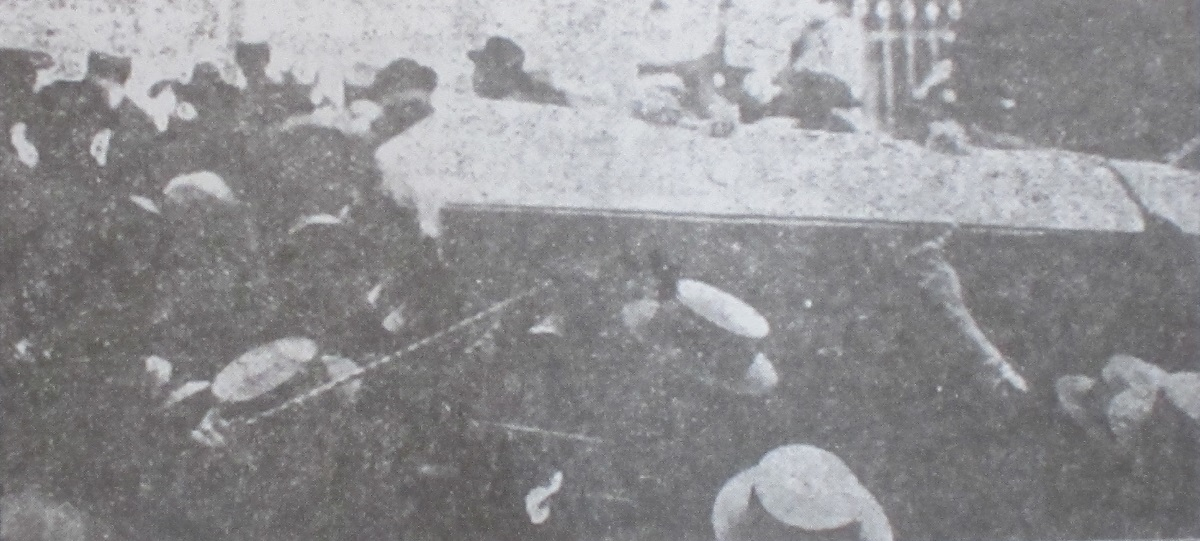
La foule endeuillée porte le cercueil d'Elza Niego.

En 1927, Elza Niego a 22 ans. Orpheline de père, elle est dactylo à la Compagnie nationale d'assurance de Turquie. Avec sa sœur, Regina, elle est l'unique support de sa mère, veuve, et de son jeune frère. Pendant des vacances à l'île d'Heybeliada en mer de Marmara, un fonctionnaire turc musulman, Osman Bey, fils d'un ancien gouverneur, tombe amoureux d'elle. Osman Bey, qui a 30 ans de plus qu'Elza, est marié et a des petits-enfants, va poursuivre la jeune femme partout sur l'île. Désespérée, Elza Niego décide de raccourcir ses vacances et de revenir chez elle. Pendant un certain temps, Elsa ne voit plus Osman Bey et pense en être libérée. Mais un jour, en quittant son bureau, elle l'aperçoit et celui-ci commence à la menacer. Elza avertit son employeur de la persécution dont elle est l'objet. Un autre soir, pendant l'hiver, elle aperçoit son harceleur en compagnie de trois autres hommes. Le directeur de la compagnie avertit la police, qui arrête les quatre hommes. Ceux-ci avouent qu'ils avaient l'intention d'enlever Mlle Niego. Ils sont condamnés à deux mois d'emprisonnement chacun.
Elza Niego se fiance alors avec un de ses collègues, juif. Furieux de ces fiançailles, Osman Bey devient de plus en plus importun. Un soir, alors qu'Elza et sa sœur Regina quittent leur maison vers 6 heures, pour se promener, Regina voit un homme courir vers eux tenant un poignard. Elle crie à sa sœur de courir vers la maison, mais trop tard, Osman Bey égorge Elza, et lui plonge le couteau huit fois dans la poitrine. Regina se précipite sur le meurtrier et reçoit deux coups de couteau dans la cuisse.
La foule se rassemble immédiatement et le meurtrier aurait été lynché sans l'intervention rapide de la police.

## Les conséquences
Lors des funérailles d'Elza, le 18 août 1927, une foule de 10 à 25 000 personnes manifestent contre le gouvernement turc au cri de « Nous voulons la justice ». La presse turque s'empare de l'affaire avec des slogans antisémites. Dix manifestants juifs, dont un jeune soldat, sont immédiatement arrêtés sous l'accusation d'offense à l'identité turque. Ils sont accusés de dénigrement de l'identité turque. Le jeune soldat, accusé d'avoir blessé un passant turc, est condamné à trois mois d'incarcération.
Les neuf autres Juifs sont acquittés de l'accusation de sédition le 21 septembre 1927, mais, devant les protestations de la presse, un nouveau procès s'ouvre le 12 janvier 1928. Ils sont alors accusés d'avoir insulté la République turque. S'ils sont jugés coupables, ils sont passibles d'une peine d'emprisonnement allant jusqu'à trois ans. Le procès est tout d'abord ajourné au 26 janvier. Malgré les efforts du procureur, ils seront de nouveau acquittés. Le procureur veut aussi impliquer les organisations juives. Une fouille dans les locaux de la branche turque du B'nai B'rith, qui avait dépensé de grosses sommes pour la défense des accusés, ne permet pas de l'incriminer.
La presse turque se déchaine et attise la haine raciale. Elle appelle tous les Turcs à rompre toute relation commerciale avec les Juifs. Des manifestations antijuives se déroulent à Smyrne, conduisant le gouvernement turc à fermer les écoles juives, à interdire les journaux juifs, à dissoudre le rabbinat et à envisager l'expulsion de Turquie de tous les Juifs qui n'ont pas fait leur service militaire. Un décret impose dorénavant aux Juifs d'obtenir un permis spécial pour se déplacer à l'intérieur de la Turquie, comme c'est d'ailleurs déjà le cas pour les Grecs et les Arméniens.
Devant les protestations internationales, l'ambassadeur de Turquie à Vienne se voit obliger de publier un communiqué dans lequel il dément l'existence d'antisémitisme en Turquie. Il insinue que les rapports qui circulent sont le fait des ennemis de la Turquie, probablement des Grecs, qui entendent exploiter une simple affaire de police pour en faire une question raciale et internationale.
Le meurtrier quant à lui, échappe au procès et est placé dans un hôpital psychiatrique. Dix ans plus tard, il est lui-même assassiné par un autre patient de l'hôpital.